# 姚汝明
姚汝明（17世紀—1643年），號壁星，山西平陽府解州夏縣人，明朝政治人物。

## 生平
姚汝明個性孝友，天啟元年（1621年）中舉人，曾因在荒年捐錢賑濟、設立義塚得巡撫戴君恩上奏旌表；崇禎十三年（1640年）授蠡縣知縣，再次遇上饑荒，他就煮粥救濟、施棺埋屍，每天到待四條村落探望饑民，勸諭富人捐米柴救困，同時招撫因飢餓當賊的人民，不服者則處死，人們都對他懷德畏威。之後他陞任河間同知，十五年（1642年）閏十一月清兵攻至，他和知府顏胤紹、參議趙珽、知縣陳三接等人堅守城池，因而殉難，妾侍任氏一同殉死。蠡縣人得知後前往拜祭，獲得兩件他的大衣拿回蠡縣，他人看見了都哭得像失去父母一樣，朝廷追詔山東按察司僉事，以子姚廣運贈嘉興運判，十六年（1643年）入祀鄉賢祠。

## 引用
1. 1 2  光緒《夏縣志·卷七·人物志》：姚汝明，天啟辛酉舉於鄉，性孝友，崇正間歲大歉，傾廩賑濟，立義塚瘞暴骼，巡撫戴君恩奏旌表，後授蠡縣令有惠政，擢河間府同知，遇變死節，妾任氏殉之。蠡人聞變往省，歸二裘於蠡，哭如私親，詔贈山東按察司僉事，以子廣運贈嘉興運判，崇禎十六年祀鄉賢。
2. ↑  光緒《蠡縣志·卷四·志》：姚汝明，號壁星，山西夏縣舉人，崇正十三年任縣事。時值奇荒，人民流離，積屍滿野，菜色難以悉數，乃捨粥賑濟、施棺埋屍，仁及枯骨；日省四村饑民，苦勸苛富輸米輸柴煮粥救困，餓極而賊者多方招撫，不服者死之，懷德畏威無敢弗戴，陞河間府同知，殉難死。
3. ↑  《明史·卷二百九十一·列傳第一百七十九·忠義三》：顏胤紹，字賡明，曲阜人，復聖六十五代孫也。崇禎四年進士。……（崇禎十五年）閏十一月，大清兵至，與參議趙珽、同知姚汝明、知縣陳三接等堅守。援兵雲集，率逗遛。……汝明，夏縣人。天啟初，舉於鄉。性孝友。崇禎間歲大祲，傾廩振濟，立義冢，瘞暴骨。授蠡縣知縣，聞鄉邑又饑，貽書其子，令振救如初。後官河間，與妾任同死。……珽贈太僕卿，胤紹光祿卿，汝明、三接並僉事。